# Magnata
Magnata ist eine brasilianische Automarke.

## Markengeschichte
Ein Unternehmen aus Fortaleza begann Mitte der 1980er Jahre mit der Produktion von Automobilen. Der Markenname lautete Magnata. 1994 endete die Produktion zunächst.
BRM Buggy aus São Bernardo do Campo übernahm 1997 die Markenrechte, nutzte sie aber nicht.
Seit 2011 stellt Kaltec aus Eusébio Fahrzeuge dieser Marke her.

## Fahrzeuge
Im Angebot stehen VW-Buggies mit offenen türlosen Karosserien aus Fiberglas.
Bis 1994 bildete ein gekürztes Fahrgestell von Volkswagen do Brasil die Basis. Ein luftgekühlter Vierzylinder-Boxermotor war im Heck montiert und trieb die Hinterräder an. Eckige Scheinwerfer waren in die Fahrzeugfront integriert. Die Rückleuchten stammten vom VW-Bus. Die Basisversion St. Tropez fand die meisten Käufer. LSE war dessen Luxusausführung. Daneben gab es noch den Country.
Seit 2011 gibt es modern konzipierte Fahrzeuge. Ein eigenes Fahrgestell bildet die Basis. Ein wassergekühlter VW-Motor mit 1800 cm³ Hubraum leistet 99 PS. Hinter den Vordersitzen ist ein Überrollbügel, der mit einer Strebe mit dem Windschutzscheibenrahmen verbunden ist. Die hinteren Einzelsitze haben Sicherheitsgurte. Die Heckscheibe eines Ford Ka dient als Windschutzscheibe. Der Hersteller gibt das Leergewicht mit 750 kg an.